# Myotis oxygnathus
Myotis oxygnathus là một loài động vật có vú trong họ Dơi muỗi, bộ Dơi. Loài này được Monticelli mô tả năm 1885.

## Hình ảnh

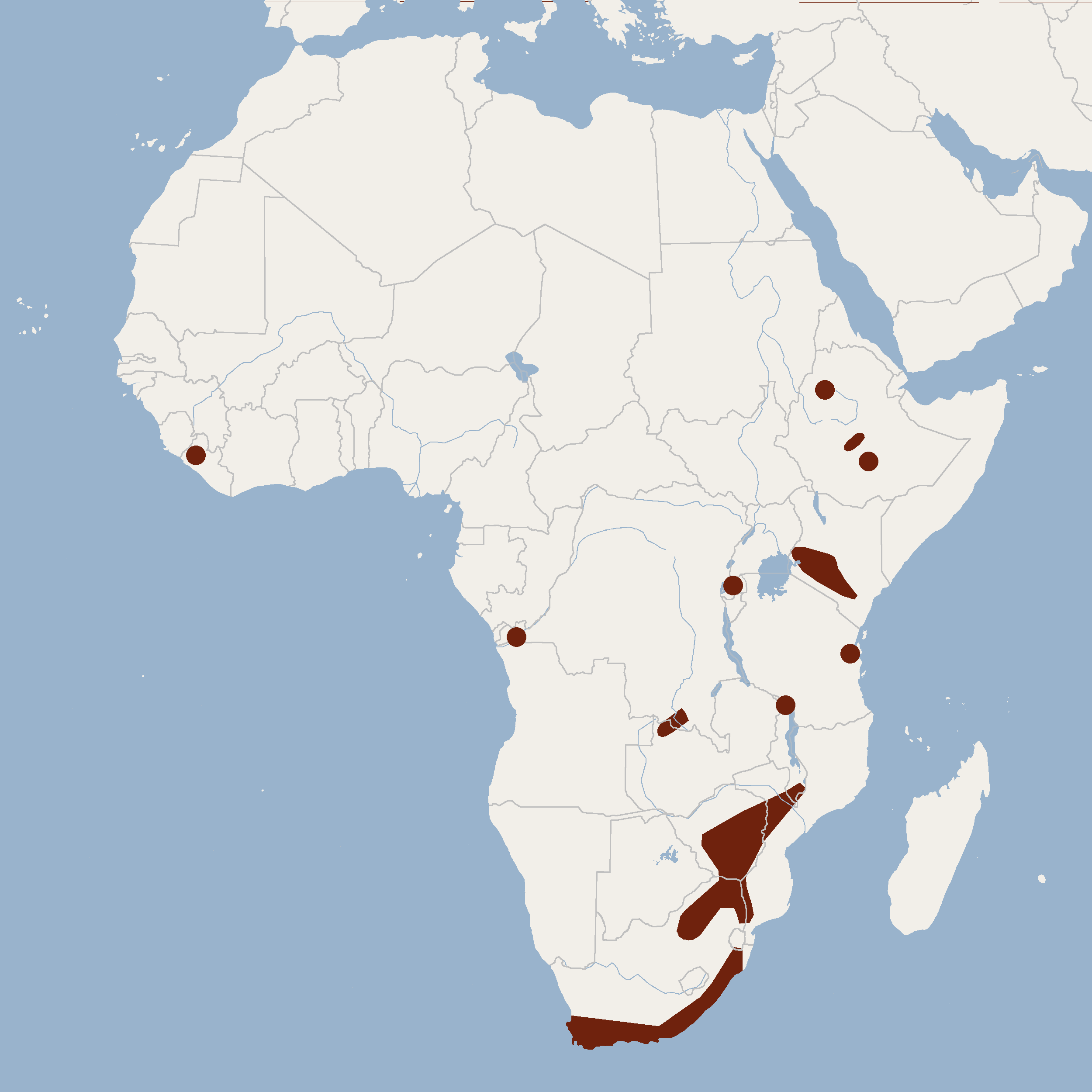